# Тененти-Ананиас
Тененти-Ананиас (порт. Tenente Ananias) — муниципалитет в Бразилии, входит в штат Риу-Гранди-ду-Норти. Составная часть мезорегиона Запад штата Риу-Гранди-ду-Норти. Входит в экономико-статистический микрорегион Пау-дус-Феррус. Население составляет 11 546 человек на 2006 год. Занимает площадь 223,670 км². Плотность населения — 37,5 чел./км².

## Статистика
- Валовой внутренний продукт на 2003 год составляет 16 280 943,00 реалов (данные: Бразильский институт географии и статистики).
- Валовой внутренний продукт на душу населения на 2003 год составляет 1890,28 реалов (данные: Бразильский институт географии и статистики).
- Индекс развития человеческого потенциала на 2000 год составляет 0,597 (данные: Программа развития ООН).